# توم بلانكنشيب
توم بلانكنشيب (بالإنجليزية: Tom Blankenship)‏ هو موسيقي أمريكي، ولد في 7 فبراير 1978.